# Wahlen 2001
◄◄ | ◄ | 1997 | 1998 | 1999 | 2000 | Wahlen 2001 | 2002 | 2003 | 2004 | 2005 | ► | ►►

Weitere Ereignisse
Die hier unvollständig aufgelisteten Wahlen und Referenden fanden im Jahr 2001 statt oder waren für das angegebene Datum vorgesehen.
Bei weitem nicht alle der hier aufgeführten Wahlen wurden nach international anerkannten demokratischen Standards durchgeführt. Enthalten sind auch Scheinwahlen in Diktaturen ohne Alternativkandidaten oder Wahlen, deren Ergebnisse durch massiven Wahlbetrug oder ohne fairen, gleichrangigen Zugang der konkurrierenden Kandidaten oder Parteien zu den Massenmedien zustande gekommen sind.
Aufgrund der großen Zahl der Wahlen, die jedes Jahr weltweit durchgeführt werden, kann die Liste keinen Anspruch auf Vollständigkeit erheben. Angestrebt wird auf jeden Fall die Auflistung sämtlicher Wahlen von mindestens nationaler Bedeutung.

## Afrika
- Präsidentschaftswahl in Äthiopien 2001
- Präsidentschaftswahl in Benin 2001
- Präsidentschaftswahl in Gambia 2001
- Präsidentschaftswahl in Kap Verde 2001
- Wahlen in Sambia 2001
- Verfassungsreferendum im Senegal 2001
- Präsidentschaftswahl in Uganda 2001
- Parlamentswahl in Uganda 2001
- Am 10. Dezember 2000 und am 14. Januar 2001 fand die Parlamentswahl in der Elfenbeinküste 2000/2001 statt.
- Am 31. Mai 2001 fand das Verfassungsreferendum in Somaliland 2001 statt, mit dem die Verfassung des de facto unabhängigen Somalilands bestätigt wurde.

## Amerika
- Gouverneurswahlen in den Vereinigten Staaten 2001
- Parlamentswahl in Chile 2001

## Asien
- Parlamentswahlen in Osttimor 2001
- Präsidentschaftswahl im Iran 2001 am 8. Juni
- Sangiin-Wahl 2001
- Parlamentswahlen in Singapur 2001
- Parlamentswahl in Bangladesch am 1. Oktober
- Parlamentswahl in Sri Lanka 2001 am 5. Dezember
- Parlamentswahlen in Thailand 2001
- Wahl des Legislativ-Yuans der Republik China (Taiwan) am 1. Dezember

## Europa

### Bulgarien
- Präsidentschaftswahl in Bulgarien 2001 am 17. Juni
- Parlamentswahl in Bulgarien 2001

### Dänemark
- Folketingswahl 2001 am 20. November

### Deutschland
- Kommunalwahlen am 18. März in Hessen
- Landtagswahl am 25. März in Rheinland-Pfalz, Liste der Mitglieder des 14. rheinland-pfälzischen Landtages
- Landtagswahl am 25. März in Baden-Württemberg, Liste der Mitglieder des 13. Landtags von Baden-Württemberg
- Kommunalwahlen am 10. Juni in Sachsen
- Kommunalwahlen am 9. September in Niedersachsen
- Bürgerschaftswahl am 23. September in Hamburg, Liste der Mitglieder der 17. Hamburgischen Bürgerschaft
- Abgeordnetenhaus-Wahl am 21. Oktober in Berlin, Liste der Mitglieder des 15. Abgeordnetenhauses von Berlin

### Wahlen zu mehreren Terminen
| Staat       | Staat   | Wahl/Abstimmung                     | Kategorie                    |
| ----------- | ------- | ----------------------------------- | ---------------------------- |
| Deutschland | Sachsen | Bürgermeisterwahlen in Sachsen 2001 | Bürgermeisterwahl in Sachsen |

### Italien
- Parlamentswahlen in Italien am 13. Mai

### Liechtenstein
- Für die Wahlen zum Liechtensteinischen Landtag, siehe: Liste der Mitglieder des liechtensteinischen Landtags (2001)

### Moldau
- Parlamentswahl in der Republik Moldau 2001

### Norwegen
- Parlamentswahl in Norwegen 2001

### Österreich
- Landtags- und Gemeinderatswahl in Wien 2001
- Bezirksvertretungswahl in Wien 2001
- Gemeinderatswahl in St. Pölten 2001

### Polen
- Parlamentswahlen in Polen 2001 am 23. September

### Vereinigtes Königreich
- Britische Unterhauswahlen 2001 am 7. Juni

### Zypern
- Parlamentswahl in der Republik Zypern 2001 am 27. Mai